# British Home Championship 1967/68
De British Home Championship van 1967/68 was de 73e editie van de British Home Championship. Het toernooi werd gehouden van 21 oktober 1967 tot en met 28 februari 1968. Engeland werd kampioen. Deze wedstrijden waren tevens kwalificatiewedstrijden voor het Europees kampioenschap voetbal 1968.

## Eindstand
| Team          | Gsp | W | G | V | DV | DT | DS | Ptn |
| ------------- | --- | - | - | - | -- | -- | -- | --- |
| Engeland      | 3   | 2 | 1 | 0 | 6  | 1  | +5 | 5   |
| Schotland     | 3   | 1 | 1 | 1 | 4  | 4  | 0  | 3   |
| Wales         | 3   | 1 | 0 | 2 | 4  | 6  | –2 | 2   |
| Noord-Ierland | 3   | 1 | 0 | 2 | 1  | 4  | –3 | 2   |

## Wedstrijden
|                                                      |       |                                                           |          |                                                                             |
| 21 oktober 1967 «onderlinge duels» 15:00 uur (UTC+1) | Wales | 0 – 3                                                     | Engeland | Ninian Park, Cardiff Toeschouwers: 44.960 Scheidsrechter: John Gordon (SCO) |
| 21 oktober 1967 «onderlinge duels» 15:00 uur (UTC+1) |       | 34' Martin Peters 87' Bobby Charlton 90' (pen.) Alan Ball |          | Ninian Park, Cardiff Toeschouwers: 44.960 Scheidsrechter: John Gordon (SCO) |

|                                                      |                   |       |           |                                                                               |
| 21 oktober 1967 «onderlinge duels» 15:00 uur (UTC+1) | Noord-Ierland     | 1 – 0 | Schotland | Windsor Park, Belfast Toeschouwers: 47.359 Scheidsrechter: James Finney (ENG) |
| 21 oktober 1967 «onderlinge duels» 15:00 uur (UTC+1) | Dave Clements 67' |       |           | Windsor Park, Belfast Toeschouwers: 47.359 Scheidsrechter: James Finney (ENG) |

|                                                     |                                    |       |               |                                                                                  |
| 22 november 1967 «onderlinge duels» 19:45 uur (UTC) | Engeland                           | 2 – 0 | Noord-Ierland | Wembley Stadium, Londen Toeschouwers: 83.969 Scheidsrechter: Leo Callaghan (WAL) |
| 22 november 1967 «onderlinge duels» 19:45 uur (UTC) | Geoff Hurst 43' Bobby Charlton 62' |       |               | Wembley Stadium, Londen Toeschouwers: 83.969 Scheidsrechter: Leo Callaghan (WAL) |

|                                                     |                                           |       |                                |                                                                               |
| 22 november 1967 «onderlinge duels» 20:00 uur (UTC) | Schotland                                 | 3 – 2 | Wales                          | Hampden Park, Glasgow Toeschouwers: 57.472 Scheidsrechter: James Finney (ENG) |
| 22 november 1967 «onderlinge duels» 20:00 uur (UTC) | Alan Gilzean 15', 65' Ronnie McKinnon 78' |       | 18' Ron Davies 55' Alan Durban | Hampden Park, Glasgow Toeschouwers: 57.472 Scheidsrechter: James Finney (ENG) |

|                                                     |                 |       |                   |                                                                                  |
| 24 februari 1968 «onderlinge duels» 15:00 uur (UTC) | Schotland       | 1 – 1 | Engeland          | Hampden Park, Glasgow Toeschouwers: 134.461 Scheidsrechter: Lau van Ravens (NED) |
| 24 februari 1968 «onderlinge duels» 15:00 uur (UTC) | John Hughes 39' |       | 20' Martin Peters | Hampden Park, Glasgow Toeschouwers: 134.461 Scheidsrechter: Lau van Ravens (NED) |

|                                                       |                             |       |               |                                                                                      |
| 28 februari 1968 «onderlinge duels» 19:15 uur (UTC+1) | Wales                       | 2 – 0 | Noord-Ierland | Racecourse Ground, Wrexham Toeschouwers: 17.548 Scheidsrechter: Bobby Davidson (SCO) |
| 28 februari 1968 «onderlinge duels» 19:15 uur (UTC+1) | Ron Rees 75' Wyn Davies 84' |       |               | Racecourse Ground, Wrexham Toeschouwers: 17.548 Scheidsrechter: Bobby Davidson (SCO) |